# Max-Karl Beyer
Max-Karl Beyer, auch Maxkarl Beyer (* 2. August 1899 in Erfurt, Provinz Sachsen, Preußen; † 12. April 1964 in Erfurt, DDR), war ein deutscher Maler und Gebrauchsgrafiker.

## Leben und Werk
Beyer absolvierte in Erfurt eine Lehre als Dekorationsmaler. Von 1918 bis 1920 studierte er an der Kunstgewerbeschule Erfurt und von 1921 bis 1923 an der Staatlichen Hochschule für bildende Kunst Weimar. 1925 übernahm er die künstlerische Leitung einer Glasmalerei- und Mosaikwerkstätte in Essen. Daneben war er Lehrer am Werklehrerseminar in Düsseldorf. Von 1933 bis 1940 arbeitete er als freischaffender Maler und Grafiker in Essen. Nach der Teilnahme am Zweiten Weltkrieg war er von 1945 bis 1955 Lehrer an der Fachschule für angewandte Kunst Erfurt und an der Hochschule für Grafik und Buchkunst in Leipzig, ehe er sich als Gebrauchsgrafiker in Erfurt selbständig machte. Zu seinen Schülerinnen und Schülern gehörten u. a. Karl-Jürgen Härtel. Jutta Hellgrewe und Ekkehard Walter. 
Beyer war Mitglied der Gewerkschaft 17 (Gewerkschaft Kunst), dann des Verbands Bildender Künstler der DDR. 1947 gehörte er zur Jury der von der Gewerkschaft 17 veranstalteten 1. Landesausstellung Bildender Künstler Thüringens in Erfurt, auf der er auch selbst ausstellte. 1958/1959 war er mit sechs von ihm entworfenen Firmenlogos in Dresden auf der Vierten Deutschen Kunstausstellung vertreten.

## 1958 auf der Vierten Deutschen Kunstausstellung ausgestellte Entwürfe für Firmen-Logos (Auswahl)
- VEB Steingutwerk Torgau[3]
- Porzellanfabrik Graf Henneberg Ilmenau[4]
- VEB Steingutwerk Annaburg[5]
- VEB Steingutwerk Wallhausen[6]
- Exportzeichen VEB Porzellanfabrik Halle-Lettin[7]

## Weitere Ausstellungen (unvollständig)
- 1948: Erfurt, Anger-Museum („Erfurter Künstler“)

- 1954: Altenburg/Thür., Lindenau-Museum („100 Jahre Staatliches Lindenau-Museum“)